# Can I Play with Madness
Singles de Iron Maiden
Stranger in a Strange Land The Evil that Men Do
Can I Play with Madness est un single du groupe de heavy metal britannique Iron Maiden.
Graham Chapman, membre des Monty Python, tient le rôle principal du clip.

## Pistes
1. Can I Play with Madness − 3:16
2. Black Bart Blues 6:40
3. Massacre 2:56

## Crédits
- Bruce Dickinson – chant
- Dave Murray – guitare
- Adrian Smith – guitare, chœurs
- Steve Harris – basse, chœurs
- Nicko McBrain – batterie